# Скопцов, Виктор Александрович
Ви́ктор Алекса́ндрович Скопцо́в (род. 15 октября 1939, Малая Ивановка, Мордовская АССР) — советский и российский партийный и государственный деятель, первый секретарь Мордовского рескома КПСС (1990—1991).

## Биография
В 1966 г. окончил Мордовский государственный университет по специальности «ученый-зоотехник», в 1990 г. — Горьковскую Высшую партийную школу. По национальности русский.
Трудовую деятельность начал в 1959 г. колхозником колхоза «40 лет Октября» Ковылкинского района.
В 1966—1969 — главный зоотехник совхоза «Репьевский» Чамзинского района Мордовской АССР,
с 1969 г. — директор птицефабрики «Атемарская»,
с 1979 г. — директор птицефабрики «Октябрьская» Лямбирского района Мордовской АССР.
В 1985—1990 гг. — первый секретарь Лямбирского, затем — Ромодановского райкома КПСС Мордовской АССР,
в 1990—1991 гг. — первый секретарь Мордовского республиканского комитета КПСС.
С 1992 г. — первый заместитель министра сельского хозяйства,
в 1993—1997 гг. — министр сельского хозяйства, заместитель Главы Правительства Мордовии.
С 1993 г. — член Совета Мордовского экономического союза.
С 1997 г. — директор Мордовского НИИ сельского хозяйства.
Избирался депутатом Верховного Совета Мордовской АССР 12 созыва; с 1994 г. — депутат Государственного собрания Республики Мордовия.